# Seaton, Hartlepool
Seaton var en civil parish från 1894 till 1967 då den blev en del av Hartlepool, i grevskapet Durham, i England. Civil parish hade 98 invånare år 1961.